# Smardzko
Smardzko (niem. Simmatzig) – wieś w Polsce położona w województwie zachodniopomorskim, w powiecie świdwińskim, w gminie Świdwin.